# L 98-59
L 98-59 – gwiazda w gwiazdozbiorze Ryby Latającej, odległa od Słońca o około 35 lat świetlnych. Gwiazda ma układ planetarny.

## Charakterystyka fizyczna
L 98-59 to czerwony karzeł należący do typu widmowego M3. Jego jasność to zaledwie 1,1% jasności Słońca, a temperatura to ok. 3415 K. Jej masa to ok. 27% masy Słońca, a promień jest równy ok. 30% promienia Słońca.

## Układ planetarny
L 98-59 okrążają co najmniej cztery planety. Trzy pierwsze, najbliższe gwieździe zostały wykryte przez teleskop TESS. Są to planety tranzytujące, w czasie odkrycia był to drugi pod względem odległości od Słońca układ ze znanymi planetami tranzytującymi (po HR 8832), co daje szanse na zbadanie atmosfer tych planet. Metodą badania zmian prędkości radialnej odkryto czwartą (nietranzytującą) planetę tego układu i wykryto sygnał, który wskazuje na możliwą obecność piątej planety w ekosferze układu.
Ta metoda pozwoliła także na zbadanie mas planet, z których najbardziej wewnętrzna okazała się mieć masę równą około połowy masy Wenus. Obliczone gęstości planet wskazują, że dwie wewnętrzne planety są zapewne pozbawione wody, podczas gdy dwa (lub trzy) dalsze globy mogą zawierać duże jej ilości. Nawet 30% masy planety d (której promień jest znany) może stanowić woda, byłaby więc to planeta oceaniczna, choć znacznie gorętsza od Ziemi.
| Towarzyszka     | Masa [M🜨]         | Promień [R🜨]             | Okres orbitalny [d]          | Półoś wielka [au]      | Ekscentryczność    |
| b               | 0,40 +0,16−0,15   | 0,850 +0,061−0,047       | 2,2531136 +1,2×10−6−1,5×10−6 | 0,02191 +0,0080−0,0084 | 0,103 +0,117−0,045 |
| c               | 2,22 +0,26−0,25   | 1,385 +1,6×10−6−2,6×10−6 | 3,6906777 +0,028−0,031       | 0,0304 +0,0011−0,012   | 0,103 +0,045−0,058 |
| d               | 1,94 ± 0,28       | 1,521 +0,119−0,098       | 7,4507245 +8,1×10−6−4,6×10−6 | 0,0486 +0,0018−0,0019  | 0,074 +0,057−0,046 |
| e               | 3,06 +0,032−0,026 | –                        | 12,796 +0,020−0,019          | 0,0717 +0,0060−0,0048  | 0,128 +0,108−0,076 |
| f? (kandydatka) | 2,46 +0,66−0,82   | –                        | 23,15 +0,60−0,17             | 0,1034 +0,0042−0,0044  | 0,21 +0,17−0,11    |